# XFS
Az XFS egy nagy teljesítményű, 64 bites naplózó fájlrendszer, amelyet a Silicon Graphics cég fejlesztett az IRIX operációs rendszerükhöz. 2000 májusában az SGI (Silicon Graphics) a GNU GPL licenc alá helyezte az XFS-t.
Az XFS-támogatást beépítették a 2.4, majd a 2.5, végül a 2.6-os Linux kernelekbe, melynek eredményeként az XFS elterjedhetett a linuxot használók körében is. Több linux disztribúció telepítője lehetővé teszi a partíciók formázását XFS fájlrendszerre. A FreeBSD az XFS-nek csak az olvasását támogatja, bár a FreeBSD-7.0-CURRENT óta elérhető kezdetleges írási támogatás.

## Előnyei
- Allokációs csoportokat használ, növelve a skálázhatóságot és a párhuzamos I/O teljesítményt.
- Létrehozáskor a blokkméret 512 bájt és 64 kB között változtatható (mkfs.xfs).
- Késleltetett allokáció a töredezettség csökkentéséhez és a nagyobb teljesítményhez.
- Kiterjesztett attribútumok használatának támogatása.
- Garantált I/O ráta, hogy az alkalmazások sávszélességet foglalhassanak le maguknak.
- Úgynevezett realtime szakasz hozható létre például multimédiás tartalmak kiszolgáláshoz.
- Freeze, azaz szüneteltethető a hozzáférés a fájlrendszerhez, ami hasznos például snapshotkészítés előtt (xfs_freeze).
- Valós idejű defragmentálás (xfs_fsr).
- Valós idejű átméretezés, csak növelés (xfs_growfs).
- Natív biztonsági mentést és visszaállítást végző segédprogramok tartoznak hozzá (xfsdump és xfsrestore).

## Hátrányai
- Törölt adatok visszaállítása (undelete) csak Microsoft Windows alatt futó kereskedelmi alkalmazásokkal lehetséges:
  - Disk Doctors XFS Data Recovery
  - Raise Data Recovery for XFS
- Rendszerbetöltő (boot loader) nem telepíthető XFS partícióra, csak MBR-be, mivel az XFS superblock a 0. blokktól kezdődik az IRIX-es XFS-el való kompatibilitás megőrzése miatt.
- Valós idejű átméretezés (online resize) során nem csökkenthető a mérete.
- Csak metaadat naplózást (metadata journaling) végez, ezért ajánlott szünetmentes áramforrást használni.
- A célnak megfelelő létrehozása hozzáértést igényel az mkfs.xfs számtalan opciója miatt és mert az alapértelmezett opciók nem minden esetben optimálisak.

## További információ
- XFS: Egy nagy teljesítményű naplózó fájlrendszer